# Massimo Bottura

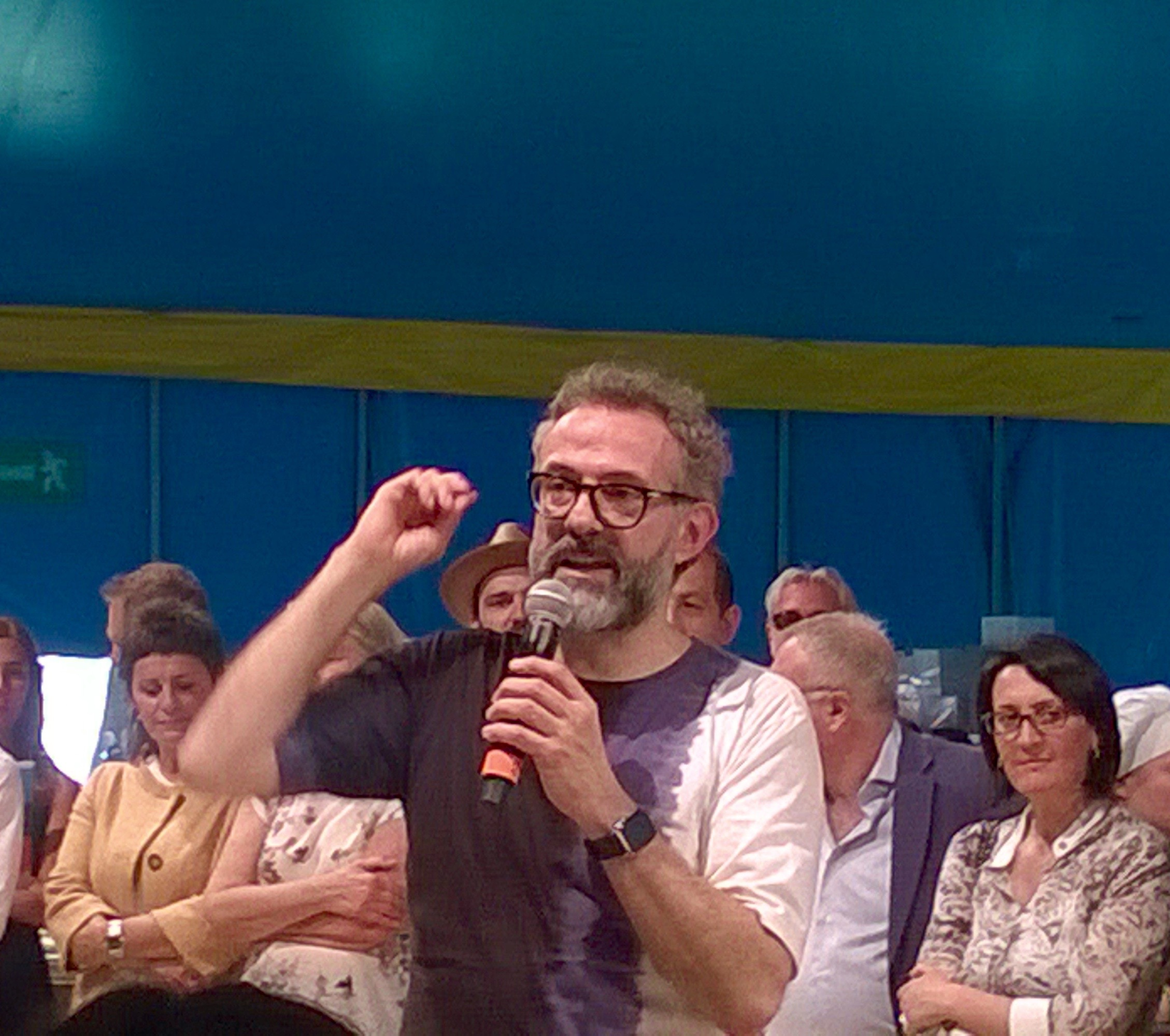
Massimo Bottura, 2015.

Massimo Bottura (ur. 30 września 1960 w Modenie) – włoski szef kuchni, właściciel restauracji Osteria Francescana w Modenie.
Pierwszą restauracją, jaką prowadził była Trattoria dell Campazzo w Modenie. Od 1995 roku jest właścicielem Osteria Francescana, która może pochwalić się trzema gwiazdkami Michelin oraz dwukrotnym zajęciem pierwszego miejsca w rankingu The World’s 50 Best Restaurants.